# بابیره
بابیره (به لاتین: Babirah) یک منطقهٔ مسکونی در عراق است که در شهرستان تلکیف واقع شده‌است.